# Arkesden
Arkesden – wieś w Anglii, w hrabstwie Essex, w dystrykcie Uttlesford. Leży 36 km na północny zachód od miasta Chelmsford i 57 km na północ od Londynu. Miejscowość liczy 363 mieszkańców.